# Largny-sur-Automne
Largny-sur-Automne ist eine französische Gemeinde mit 240 Einwohnern (Stand: 1. Januar 2022) im Département Aisne in der Region Hauts-de-France (frühere Region: Picardie). Die Gemeinde gehört zum Arrondissement Soissons und ist Teil des Kantons Villers-Cotterêts und des Gemeindeverbands Communauté de communes Retz en Valois.

## Geographie
Die Gemeinde am Oberlauf des Flüsschens Automne, das in die Oise mündet, und am Rand des Domänenforsts Forêt de Retz sowie an der Grenze zum Département Oise, rund vier Kilometer westlich von Villers-Cotterêts und 25 Kilometer südwestlich von Soissons. Im Süden des Gemeindegebiets verläuft die Route nationale 2. Nachbargemeinden von Largny-sur-Automne sind  Haramont, Taillefontaine und Vivières im Norden, Villers-Cotterêts im Osten, Coyolles im Süden, Vauciennes im Südwesten sowie Vez im Westen.

## Bevölkerungsentwicklung
| Jahr                       | 1962 | 1968 | 1975 | 1982 | 1990 | 1999 | 2011 | 2022 |
| Einwohner                  | 316  | 288  | 319  | 250  | 244  | 259  | 231  | 240  |
| Quellen: Cassini und INSEE |      |      |      |      |      |      |      |      |

## Sehenswürdigkeiten
- Die in der zweiten Hälfte des 12. Jahrhunderts begonnene Kirche Saint-Denis, 1912 als Monument historique klassifiziert[1]
- Das Herrenhaus Fief Goret, 1928 als Monument historique klassifiziert[2]
- Park und Garten des Château de la Muette, 2004 klassifiziert[3]
- Das Anwesen Castellant mit Garten und englischem Park im Tal der Automne, 2008 als Monument historique eingetragen[4]
- Die Windmühle Wallu in der Nähe der Route nationale 2

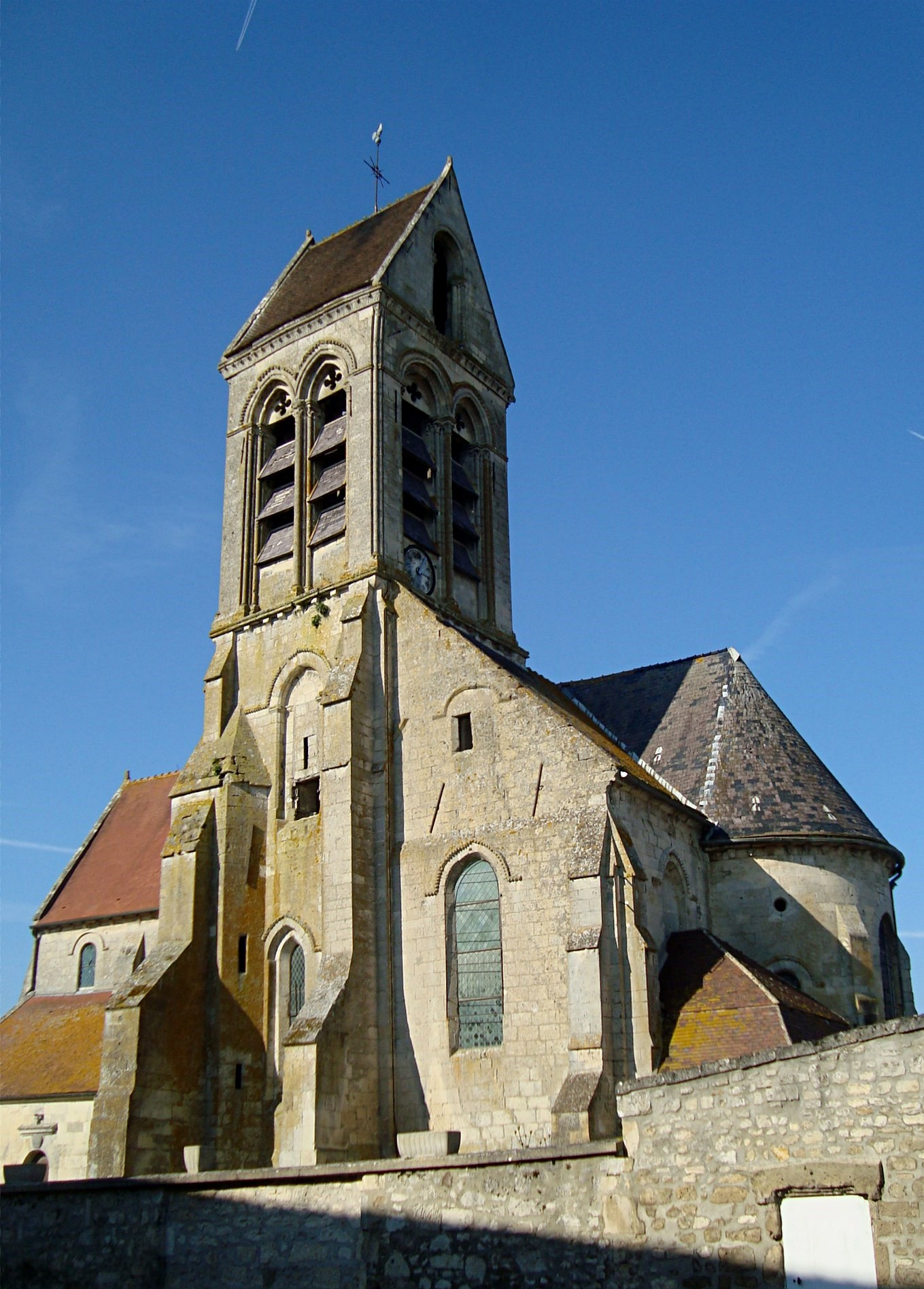
Kirche Saint-Denis
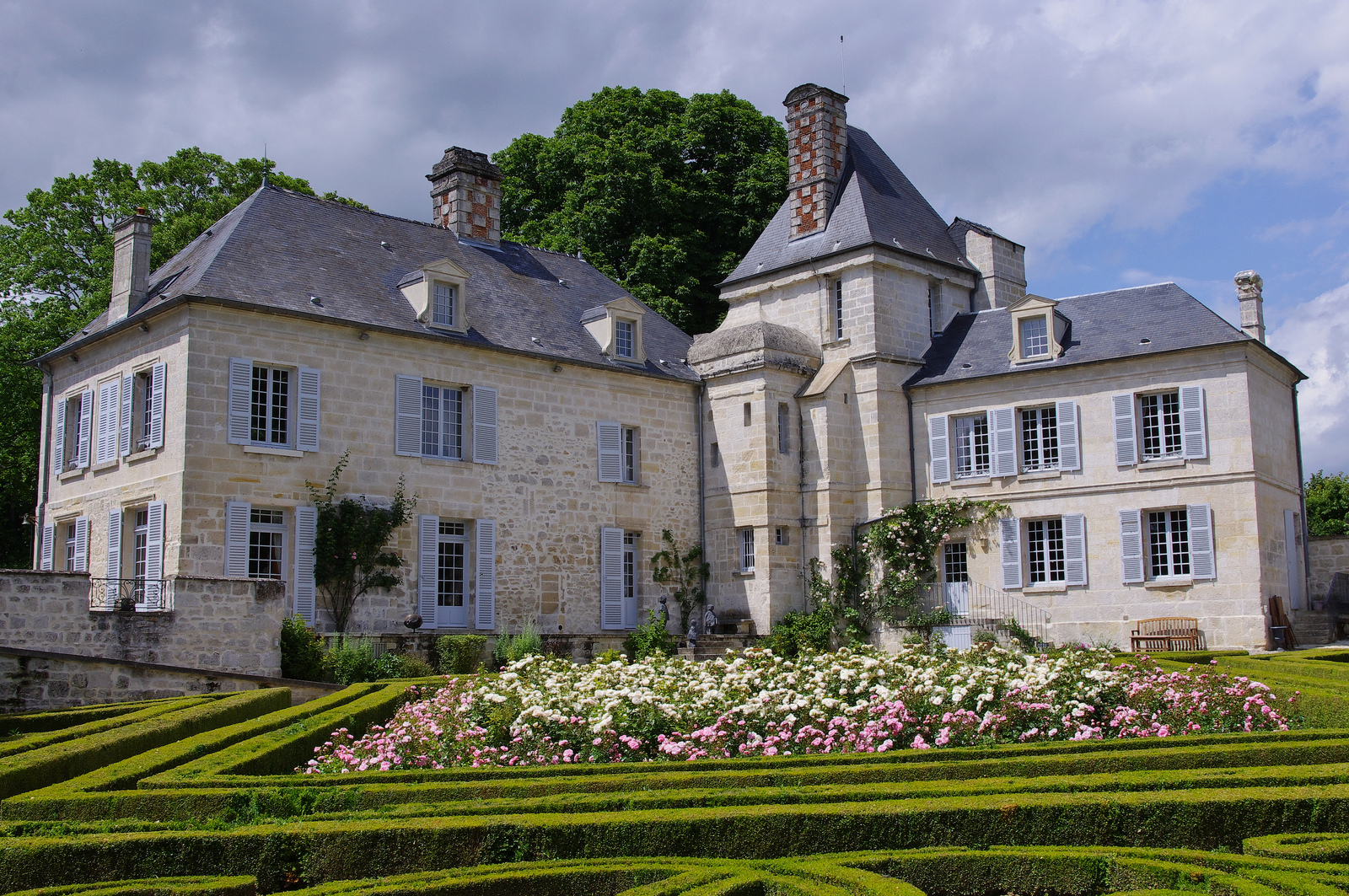
Château de la Muette
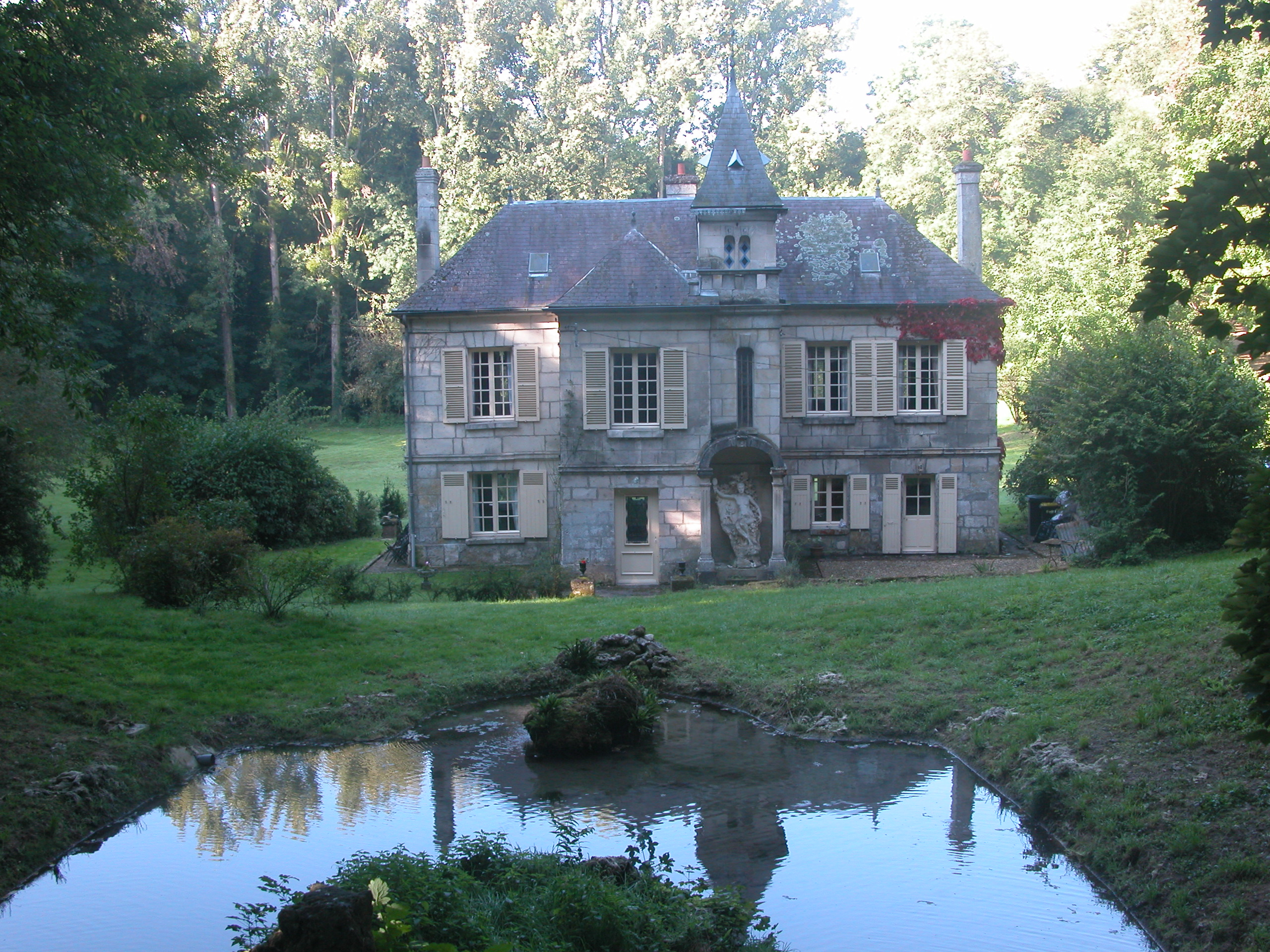
Hauptfassade des Anwesens Castellant
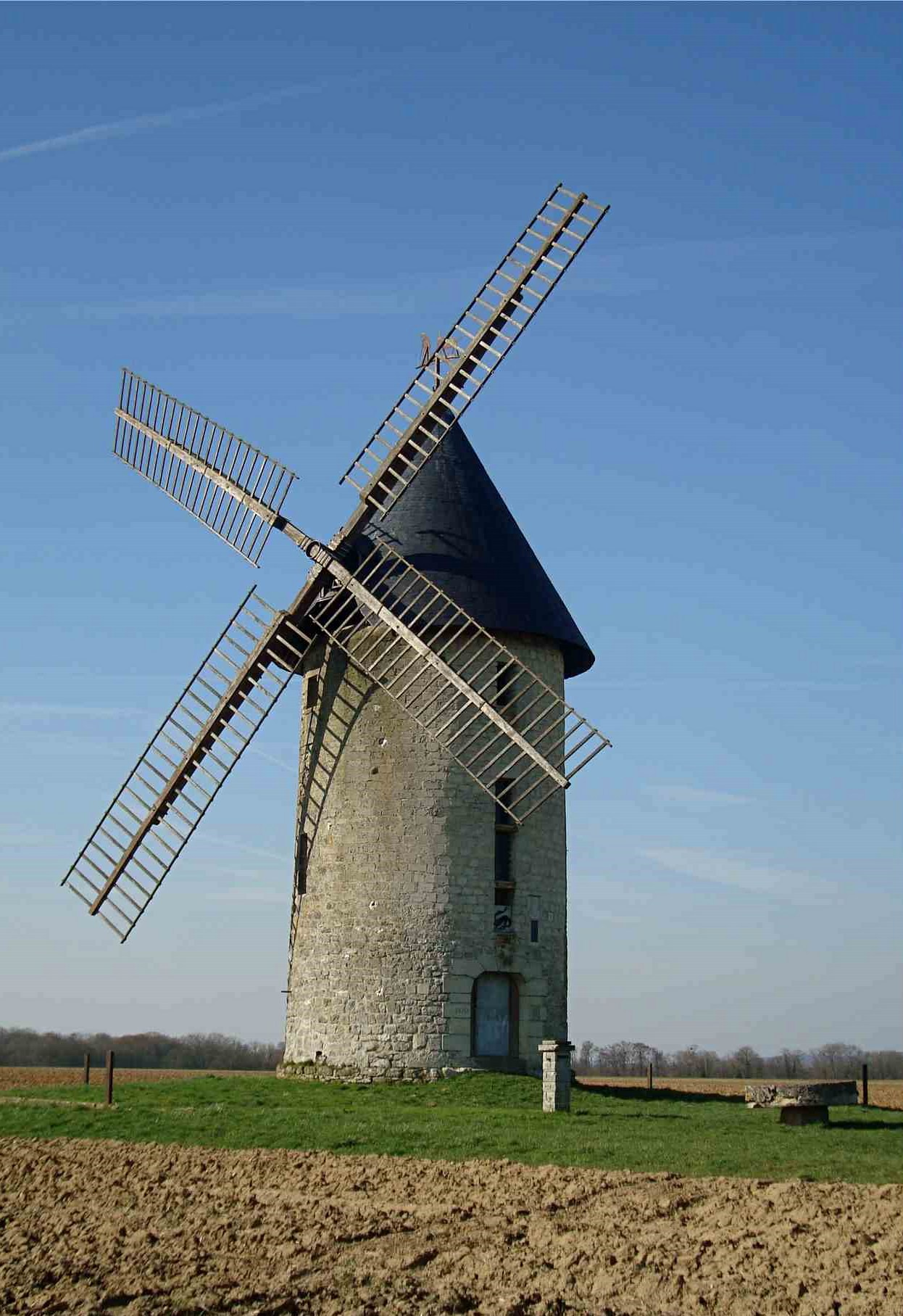
Windmühle